# Christian Lerche

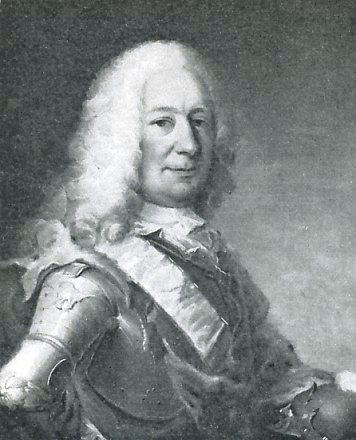
Christian Lerche

Graf Christian Lerche (* 15. Juni 1692; † 6. Dezember 1757 in Kopenhagen) war ein General der Kavallerie in dänisch-norwegischen Diensten.

## Familie und Herkunft
Lerches Vater war das einzige Kind seiner Eltern. Sein Vater war der Ordenssekretär und Zeremonienmeister, zuletzt Oberzeremonienmeister, Vincens Lerche (1666–1742), seine Mutter war dessen Gattin Cathrine Hedevig, geb. Wibe (1669–1731). Am 22. Dezember 1744 heiratete Lerche in der Kopenhagener Slotskirke die Reichsgräfin Amalie Magdalene Christiane Caroline zu Leiningen-Westerburg (1713–1800), Tochter des Reichsgrafen Georg II. Karl Ludwig zu Leiningen-Westerburg (1666–1726) und dessen dritter Gattin, Gräfin Margrethe Christiane Augusta Danneskiold-Laurvig (1694–1761). Die Ehe blieb kinderlos.

## Leben
1712 wurde Lerche Kapitän in einem Infanterieregiment. In der Schlacht bei Gadebusch fungierte er als Adjutant des Obergenerals. Im nächsten Jahre kam er zur Garde zu Fuß und wurde 1716 Oberstleutnant in der Reiterei. Aufgrund seiner schwachen Gesundheit ersuchte Lerche noch im Krieg Urlaub für eine Reise in den Süden. Dort verrichtete er Dienst als Freiwilliger im kaiserlichen Heer. 1718 bekam er in Wien den Auftrag, dem König und Oberkriegssekretär Christian Carl Gabel, einen berühmten kaiserlichen General zu verschaffen, der den Feldzug in Norwegen 1719 führen sollte, da Jobst Scholten und Franz Joachim von Dewitz diese Ehre abgelehnt hatten. Trotz langwierigen Verhandlungen erreichte Lerche in dieser Angelegenheit nichts. 1720 nahm er seinen Abschied mit dem Charakter eines Obersten. Da sein Freund Poul Vendelbo de Løvenørn 1730 Oberkriegssekretär wurde, erhielt Lerche 1731 den Charakter eines Generalmajors, wurde Mitglied des Generalkommissariats und 1739 Generalleutnant. Er wurde in dieser Zeit Mitglied in vielen wichtigen Kommissionen, u. a. sollte er Ruhe und Ordnung auf Bornholm wiederherstellen und der stark zunehmenden Desertion im Heer entgegentreten.
Nachdem er seine Güter in Jütland und Norwegen verkauft hatte, erwarb er 1742 das meiste des damaligen Kalundborg Amt mit zahlreichen Gutshöfen, Kirchen und großen Wäldern. Da er keine eigenen Nachkommen hatte, errichtete er 1755 ein „stamhus“. Anstelle des ehemaligen Østrupgård, errichtete er Lerchenborg und in der Kopenhagener Slotsholmsgade das Lerchesche Palais, das nun ein Regierungsgebäude ist.
Gleich mit seiner Thronbesteigung ernannte Friedrich V. Lerche zum General der Kavallerie und Oberkriegssekretär. 1751 wurde Lerche in den Grafenstand erhoben und im nächsten Jahre erhielt er den Rang eines Geheimrates im Gehejmekonseil. Aufgrund schwächelnder Gesundheit ersuchte er 1753 den Abschied von seinen Stellungen.

## Auszeichnungen
- 1734: Weißer Ritter[2]
- 1748: Blauer Ritter[2]
- 1750: Ordre de l’union parfaite[2]

## Endnoten
1. 1 2 3  finnholbek.dk: Christian greve Lerche, abgerufen am 26. November 2019.
2. 1 2 3 4 5 6 7  K. C. Rockstroh: Christian Lerche. In: Svend Cedergreen Bech, Svend Dahl (Hrsg.): Dansk biografisk leksikon. Begründet von Carl Frederik Bricka, fortgesetzt von Povl Engelstoft. 3. Auflage. Band 8: Kjærulf–Levetzow. Gyldendal, Kopenhagen 1981, ISBN 87-01-77442-5 (dänisch, biografiskleksikon.lex.dk).
3. ↑  finnholbek.dk nennt den 28.

| Personendaten    | Personendaten                                           |
| ---------------- | ------------------------------------------------------- |
| NAME             | Lerche, Christian                                       |
| KURZBESCHREIBUNG | General der Kavallerie in dänisch-norwegischen Diensten |
| GEBURTSDATUM     | 15. Juni 1692                                           |
| STERBEDATUM      | 6. Dezember 1757                                        |
| STERBEORT        | Kopenhagen                                              |